# Baissoptera elongata
Baissoptera elongata là một loài côn trùng trong họ Baissopteridae thuộc bộ Raphidioptera. Loài này được Ponomarenko miêu tả năm 1993.